# ゴールデングローブ賞 テレビドラマ部門 作品賞 (ドラマ部門)
ゴールデングローブ賞 テレビドラマ部門 作品賞 (ドラマ部門)は、最も優れたテレビドラマシリーズに与えられるゴールデングローブ賞である。ドキュメンタリーのシリーズおよびミニシリーズも対象となる。

## テレビドラマ部門 作品賞

### 1960年代
- 1962: The Dick Powell Show
- 1963: The Richard Boone Show
- 1964: The Rogues
- 1965: 0011ナポレオン・ソロ
- 1966: I Spy
- 1967: スパイ大作戦
- 1968: Rowan & Martin's Laugh-In

## テレビドラマ部門 作品賞 (ドラマ部門)

### 1960年代
- 1969: Marcus Welby, M.D.

### 1970年代
- 1970: Medical Center– CBS
- 1971: マニックス
- 1972: 刑事コロンボ – NBC
- 1973: わが家は11人 – CBS
- 1974: Upstairs, Downstairs
- 1975: 刑事コジャック – CBS
- 1976: リッチマン・プアマン／青春の炎 – ABC
- 1977: ルーツ – ABC
- 1978: 60 Minutes – CBS
- 1979: 事件記者ルー・グラント – CBS

### 1980年代
- 1980: 将軍 SHŌGUN – NBC
- 1981: ヒルストリート・ブルース – NBC
- 1982: ヒルストリート・ブルース – NBC
- 1983: ダイナスティ – ABC
- 1984: ジェシカおばさんの事件簿 – CBS
- 1985: ジェシカおばさんの事件簿 – CBS
- 1986: L.A.ロー 七人の弁護士 – NBC
- 1987: L.A.ロー 七人の弁護士 – NBC
- 1988: ナイスサーティズ – ABC
- 1989: チャイナ・ビーチ – ABC

### 1990年代
- 1990: ツイン・ピークス – ABC
- 1991: たどりつけばアラスカ – CBS
- 1992: たどりつけばアラスカ – CBS
- 1993: NYPDブルー – ABC
- 1994: X-ファイル – Fox
- 1995: サンフランシスコの空の下 – Fox
- 1996: X-ファイル – Fox
- 1997: X-ファイル – Fox
- 1998: ザ・プラクティス ボストン弁護士ファイル – ABC
- 1999: ザ・ソプラノズ 哀愁のマフィア – HBO

### 2000年代
- 2000: ザ・ホワイトハウス – NBC
- 2001: シックス・フィート・アンダー – HBO
- 2002: ザ・シールド ルール無用の警察バッジ – FX
- 2004: NIP/TUCK マイアミ整形外科医 – FX
- 2005: LOST – ABC
- 2006: グレイズ・アナトミー 恋の解剖学 – ABC
- 2007: マッドメン – AMC
- 2008: マッドメン – AMC
- 2009: マッドメン – AMC

### 2010年代
- 2010: ボードウォーク・エンパイア 欲望の街 – HBO
- 2011: HOMELAND – Showtime
- 2013: ブレイキング・バッド – AMC
- 2014: アフェア 情事の行方 – Showtime
- 2015: MR. ROBOT/ミスター・ロボット – USA Network
- 2016: ザ・クラウン – Netflix
- 2017: ハンドメイズ・テイル/侍女の物語 – Hulu
- 2018: ジ・アメリカンズ – FX
- 2019: メディア王 〜華麗なる一族〜 – HBO

### 2020年代
- 2020: ザ・クラウン – Netflix
- 2021: メディア王 〜華麗なる一族〜 – HBO
- 2022: ハウス・オブ・ザ・ドラゴン – HBO
- 2023: メディア王 〜華麗なる一族〜 – HBO
- 2024: SHOGUN 将軍 – FX